# Nephropoidea
Super-famille
Synonymes
- Nepropoidea[2]

Les Nephropoidea sont une super-famille de crustacés décapodes.

## Liste des familles
Selon Paleobiology Database (1er janvier 2019) :
- famille Nephropidae
- famille Stenochiridae
- famille Thaumastochelidae